# Happiness Not Included
Happiness Not Included è il sesto album in studio del duo musicale britannico Soft Cell, pubblicato nel 2022.

## Tracce
- CD

1. Happy Happy Happy – 4:46
2. Polaroid – 4:41
3. Bruises on All My Illusions – 4:45
4. Purple Zone (with Pet Shop Boys) – 3:11
5. Heart Like Chernobyl – 3:24
6. Light Sleepers – 4:41
7. Happiness Not Included – 4:55
8. Nostalgia Machine – 4:34
9. Nighthawks – 5:14
10. I'm Not a Friend of God – 4:34
11. Tranquiliser – 3:50
12. New Eden – 6:29